# Боевое расписание русской армии при обороне Севастополя (1855)
Указан состав Южной (Крымской) армии с марта 1855 года до конца осады Севастополя. Южная армия была сформирована в мае 1853 года и вначале состояла из 3-го и 4-го и 5-го пехотных корпусов. В 1853-1854 годах эта армия вела боевые действия против османских войск в Бессарабии, Молдавии, Валахии и Болгарии. Затем части Южной армии были направлены в Крым. 6-й пехотный корпус и части местных войск, находившиеся в Крыму, в октябре 1853 года были подчинены главнокомандующему военными сухопутными и морскими силами в Крыму генерал-адъютанту А. С. Меншикову. Эти войска одновременно назывались Крымской армией; военными сухопутными и морскими силами в Крыму; войсками, в Крыму находящимися. 8 марта 1855 года они были подчинены М. Д. Горчакову, чья должность получила название «главнокомандующий Южной армией и военными сухопутными и морскими силами, в Крыму находящимися».

## Штаб армии
- Главнокомандующий — генерал-адъютант князь М. Д. Горчаков;
- Начальник Главного штаба — генерал-адъютант П. Е. Коцебу;
- Дежурный генерал — генерал-лейтенант Н. И. Ушаков-2;
- Начальник артиллерии — генерал-лейтенант А. О. Сержпутовский;
- Начальник инженеров — генерал-лейтенант А. Е. Бухмейер;
- Генерал-квартирмейстер — генерал-лейтенант С. П. Бутурлин;
- Наказной атаман казачьих полков — генерал-адъютант граф Ф. В. Орлов-Денисов.

## 2-й пехотный корпус
- Командующий корпусом — начальник 4-й пехотной дивизии генерал-лейтенант А. И. Шепелев
  - 4-я пехотная дивизия. Начальник — генерал-лейтенант А. И. Шепелев;
    - 1-я бригада:
      - Белозерский и Олонецкий пехотные полки;

    - 2-я бригада:
      - Шлиссельбургский и Ладожский егерские полки;

    - 1-я и 2-я батарейные батареи 4-й артиллерийской бригады (2-я в августе 1855 года выведена в Николаев);

  - 5-я пехотная дивизия. Начальник — генерал-лейтенант А. К. Вранкен;
    - 1-я бригада:
      - великого князя Владимира Александровича и Вологодский пехотные полки;

    - 2-я бригада:
      - Костромской и Галицкий егерские полки;

    - 3-я батарейная батарея 5-й артиллерийской бригады, 4-я и 5-я лёгкие батареи 5-й артиллерийской бригады (обе в августе 1855 года выведены в Николаев);

  - 6-я пехотная дивизия. Начальник — генерал-лейтенант К. А. Бельгард;
    - 1-я бригада:
      - Муромский и Нижегородский пехотные полки;

    - 2-я бригада:
      - Низовский и Симбирский егерские полки;

    - 4-я батарейная батарея 6-й артиллерийской бригады, 7-я и 8-я лёгкие батареи 6-й артиллерийской бригады;

  - 2-й стрелковый батальон;
  - 2-й саперный батальон.

## 3-й пехотный корпус
- Командир — генерал от кавалерии Н. А. Реад. После его гибели — генерал от артиллерии Н. О. Сухозанет.
- Начальник штаба — генерал-майор П. В. Веймарн.
  - 7-я пехотная дивизия. Начальник — генерал-лейтенант А. К. Ушаков-3;
    - 1-я бригада:
      - Смоленский и Могилёвский пехотные полки;

    - 2-я бригада:
      - Витебский и Полоцкий егерские полки;

    - 1-я и 2-я батарейные батареи, 5-я резервная батарея 7-й артиллерийской бригады;
- 8-я пехотная дивизия. Начальник — генерал-адъютант князь П. А. Урусов;
  -     - 1-я бригада:
      - Забалканский и Полтавский пехотные полки;

    - 2-я бригада:
      - Алексопольский и Кременчугский егерские полки;

    - 3-я батарейная батарея, 3, 4 и 5-я лёгкие батареи 8-й артиллерийской бригады;
- 9-я пехотная дивизия. Начальник — генерал-майор М. З. Лисенко;
  -     -       - Елецкий и Севский пехотные полки;

    - 4-я батарейная батарея, 6, 7 и 8-я лёгкие батареи 9-й артиллерийской бригады;
- 3-й стрелковый батальон;
- 3-й саперный батальон.

## 4-й пехотный корпус
Командир — генерал-адъютант граф Д. Е. Остен-Сакен.
- - 10-я пехотная дивизия. Начальник — генерал-лейтенант К. Р. Семякин;
    - 1-я бригада:
      - Екатеринбургский и Тобольский пехотные полки;

    - 2-я бригада:
      - Томский и Колыванский егерские полки;

    - 1-я и 2-я батарейные, 1-я и 2-я лёгкие батареи 10-й артиллерийской бригады;

  - 11-я пехотная дивизия. Начальник — генерал-лейтенант П. Я. Павлов;
    - 1-я бригада:
      - Селенгинский и Якутский пехотные полки;

    - 2-я бригада:
      - Охотский и Камчатский егерские полки;

    - 3-я батарейная батарея, 3, 4 и 5-я лёгкие батареи 11-й артиллерийской бригады;

  - 12-я пехотная дивизия. Начальник — генерал-лейтенант П. П. Липранди, потом — генерал-лейтенант К. А. Мартинау;
    - 1-я бригада:
      - Азовский и Днепровский пехотные полки;

    - 2-я бригада:
      - Украинский и Одесский егерские полки;

    - 4-я батарейная, 6, 7 и 8-я лёгкие батареи 12-й артиллерийской бригады;

  - 4-й стрелковый батальон;
  - 4-й саперный батальон.

## 5-й пехотный корпус
Командир — генерал-адъютант А. Н. Лидерс, потом — генерал-адъютант П. Е. Коцебу.
- - 14-я пехотная дивизия. Начальник — генерал-лейтенант Ф. Ф. Моллер, потом — генерал-майор Д. Н. Белевцов.
    - 1-я бригада:
      - Волынский и Минский пехотные полки;

    - 2-я бригада:
      - Подольский и Житомирский егерские полки;

    - 3-я батарейная, 3 и 4-я лёгкие батареи 14-й артиллерийской бригады;

  - 13-я пехотная дивизия находилась на Кавказе;
  - 15-я пехотная дивизия находилась сначала в Бессарабии, а затем в Новороссии.

## 6-й пехотный корпус
Командир — генерал от инфантерии П. Д. Горчаков, потом — генерал-лейтенант П. П. Липранди
- - 16-я пехотная дивизия. Начальник — генерал-лейтенант И. П. Жабокритский, потом — генерал-лейтенант П. Я. Ренненкампф.
    - 1-я бригада:
      - Владимирский и Суздальский пехотные полки;

    - 2-я бригада:
      - Углицкий и великого князя Михаила Николаевича егерские полки;

    - 1-я и 2-я батарейная (2-я батарейная была в Крыму только две недели, в октябре 1855 год), 1 и 2-я лёгкие батареи 16-й артиллерийской бригады;

  - 17-я пехотная дивизия. Начальник — генерал-лейтенант С. Г. Веселитский.
    - 1-я бригада:
      - Московский и Бутырский пехотные полки;

    - 2-я бригада:
      - Тарутинский и Бородинский егерские полки;

    - 3-я батарейная, 3, 4 и 5-я лёгкие батареи 17-й артиллерийской бригады;

  - 6-й стрелковый батальон;
  - 6-й саперный батальон.
  - 6-я лёгкая кавалерийская дивизия.  Начальник — генерал-лейтенант П. С. Ланской.
    - князя Николая Максимилиановича и гросс-герцога Саксен-Веймарского гусарские полки;
    - 19-я и 20-я конно-лёгкие батареи 1-й конноартиллерийской дивизии;

  - 7-я резервная пехотная дивизия. Командующий — генерал-майор А. И. Попов;
  - 15-я резервная пехотная дивизия. Командующий — генерал-майор К. Я. Липский.

## Гренадерский корпус
(Гренадерский корпус находился в Крыму в качестве резерва, непосредственно в обороне Севастополя участия не принимал.) Командир — генерал-адъютант Н. Ф. Плаутин.
- - 2-я гренадерская дивизия. Начальник — генерал-лейтенант А. В. Жерков
    - 1-я бригада:
      - Его Величества Короля Нидерландского и Его Королевского Высочества принца Евгения Вюртембергского гренадерские полки;

    - 2-я бригада:
      - Екатеринославский и Гросс-Герцога Фридриха-Франца II Мекленбургского карабинерные полки;

    - 3-я и 4-я батарейная, 3-я и 4-я лёгкие, 8-я облегченные батареи 2-й гренадерской артиллерийской бригады;

  - 3-я гренадерская дивизия. Начальник — генерал-лейтенант С. С. Крылов
    - 1-я бригада:
      - Великого Князя Михаила Павловича и генерал-фельдмаршала графа Румянцева-Задунайского гренадерские полки;

    - 2-я бригада:
      - генералиссимуса князя Суворова и Его Императорского Высочества великого князя Александра Александровича карабинерные полки;

    - 5-я и 6-я батарейная, 5-я, 6-я и 9-я лёгкие батареи 3-й гренадерской артиллерийской бригады;

  - Гренадерский стрелковый батальон;
  - 7-я лёгкая кавалерийская дивизия. Начальник — генерал-лейтенант С. Д. Безобразов:
    - 1-я бригада:
      - великого князя Михаила Николаевича и принца Фридриха Виртембергского уланские полки;

    - 2-я бригада:
      - великого князя Константина Николаевича и короля Виртембергского гусарские полки;

  - Резервная уланская дивизия. Начальник — генерал-лейтенант барон Ф. Х. Корф (находилась вблизи Евпатории, её полки участвовали в сражении на Чёрной речке и бою при Кангиле)
    - 1-я бригада:
      - Эрц-Герцога Леопольда и Новоархангельский уланские полки;

    - 2-я бригада:
      - великой княгини Екатерины Михайловны и принца Александра Гессенского уланские полки;

    - 26-я конно-артиллерийская и 12-я конно-лёгкая батареи 2-й конноартиллерийской дивизии

## 2-й резервный кавалерийский корпус
(находился между Евпаторией и Симферополем, его полки участвовали в сражении на Чёрной речке)
Командир — генерал от кавалерии И. П. Шабельский.
- - 1-я драгунская дивизия. Начальник — генерал-адъютант А. А. Ржевуский:
    - Лейб-драгунский Его Величества великого князя Константина Николаевича и великого князя Михаила Николаевича драгунские полки, Уральский 1-й казачий полк;

  - 2-я драгунская дивизия. Начальник — генерал-адъютант К. Л. Монтрезор:
    - принца Эмилия Гессенского, Рижский и Финляндский, Уральский 2-й казачий полк;

  - Резервная бригада 3-й, 4-й и 5-й лёгких кавалерийских дивизий. Начальник — генерал-лейтенант И. И. Рыжов:
    - Сводный маршевый уланский полк и сводный маршевый гусарский полк;

  - 9й, 22-й, 39-й, 42-й, 53-й, 55-й, 56-й, 57-й , 60-й, 61-й и 67-й донские казачьи полки;
    - 2-я и 3-я донские казачьи батареи, 4-я донская резервная батарея;
    - Сводный Черноморский казачий полк;
    - 1-й эскадрон лейб-гвардии Черноморского дивизиона;
    - 4 орудия конно-лёгкой черноморской батареи.

## Прочие войска в Крыму
- 5-й и 15-й черноморские линейные батальоны;
- 2-й, 5-й, 6-й, 8-й, 9-й черноморские казачьи батальоны;
- 4 орудия конно-лёгкой черноморской батареи;
- Греческий Балаклавский батальон;
- Таврический и Керченский гарнизонные полубатальоны;
- 4-й эскадрон Жандармского полка;
- 17 дружин Курского ополчения (принимало непосредственное участие в обороне Севастополя). Командующий — генерал-майор Д. Н. Белевцов;
- 11 дружин Тульского ополчения. Командующий — генерал-лейтенант А. М. Голицын (прибыли в Крым уже после сдачи Севастополя);
- Часть Калужского ополчения (находилось в Феодосии);
- Часть Орловского ополчения (была прикомандирована к Гренадерскому корпусу).

Также в обороне Севастополя активно участвовали моряки Черноморского флота, главным образом, как артиллеристы на береговых укреплениях.

## Противник
В Крыму противником Южной армии выступали французская Восточная армия фр. Armée de l'Orient, британская Восточная армия англ. Army of the East, Османский корпус, а с 1855 года и Сардинский корпус.